# Der Spiegel-Профиль
Der Spiegel-Про́филь — ранее существовавший украинский деловой аналитический еженедельный журнал, учреждённый украинской компанией «Профиль Медиа Групп» под руководством российского медиаменеджера Евгения Додолева и телевизионного журналиста Михаила Леонтьева. Издание прекращено в 2008 году.

## История

### Стратегия
Финансировал журнал российский ИДР (Издательский дом Родионова). Планировалась экспансия этого концерна на Украине, поскольку после переговоров с казахской компании «Медиахолдинг 31 канал», Додолев принял решение по продвижению брендов ИДР на постсоветском пространстве. В основе «киевской инициативы» ИДР были коммерческие прогнозы, а не политические (как полагали некоторые эксперты после того как было объявлено, что возглавит новый проект на Украине Леонтьев, известный своими радикальными взглядами).

Леонтьев и Додолев на церемонии «Обложка года» (декабрь 2008)

Выход ИДР со своим журналом на украинский печатный рынок стал едва ли не самым громким событием местной отрасли. Обложка премьерного номера (с украинским президентом) обсуждалась в киевской прессе и русскоязычной блогосфере; была выдвинута на звание лауреата российского конкурса «Обложка года-2008» в категории «Иностранное издание».
Проект был попыткой сделать по-настоящему пророссийское издание на Украине, которое позиционировалось как своего рода альтернатива местной официозной печати. И экономический расчет издателей базировался именно на дефиците подобного издания.
По концепции это в большей степени политический еженедельник, близкий скорее к Newsweek, чем к тому «Профилю», к которому привык российский читатель,
 — рассказывал Додолев накануне запуска издания.

### Конкуренты
Журнал выходил еженедельно на русском языке (первоначальным тиражом 30 тысяч экземпляров) в Киеве, Крыму и на Востоке Украине.
Штаб-квартира редакция находилась в Москве в качестве структурного подразделения журнала ИДР «Профиль», которым руководили Леонтьев (главный редактор) и Додолев (издатель). На Украине была сформирована корреспондентская сеть,
которой руководил украинский журналист Семён Уралов.
Украинская команда, работавшая над «Der Spiegel-Профиль», насчитывала около дюжины журналистов.
Der Spiegel в названии украинского проекта — вынужденная мера. ИДР получил право издавать Der Spiegel в сентябре 2005 года. И как составная нового бренда надпись Der Spiegel обеспечивала законность товарного знака и позволяла избежать споров с основным конкурентом - украинским "Профилем".
В 2003 году украинский Издательский дом «Профит пресс», который возглавил бывший главный редактор газеты "Бизнес" Константин Донин, приобрёл право издавать российский «Профиль» на Украине. Первый номер украинского "Профиля" вышел в сентябре 2003 года. «К весне 2006 года проект вышел на текущую самоокупаемость»,— отмечал Александр Крамаренко, занимавший в то время должность главреда «Профиль-Украина». 
Владельцы «Профит-пресс» Андрей Заика и Александр Морев стали конфликтовать с российским учредителем и в результате юридических войн остались собственниками журнала на Украине.
16 марта 2006 года произошла внезапная смена менеджерского состава в журнале «Профиль-Украина». Генеральным директором издательского дома «Профит пресс» вместо Константина Донина был назначен журналист и издатель Максим Павленко, ранее возглавлявший проект «Кіевскій телеграфъ». Руководителем кардинально обновленного проекта «Профиль-Украина» вместо Александра Крамаренко стал писатель Дмитрий Быков. В журнал "Профиль-Украина" с подачи Максима Павленко перешли несколько ведущих журналистов "Кiевского телеграфа", в частности, Владимир Золоторев и экс-главный редактор издания Виктор Слезко.
Ведущими авторами журнала были:Александр Анисимов, Дмитрий Выдрин, Константин Дорошенко, Михаил Веллер, Александр Кабаков, Михаил Успенский.
6 июля 2007 года издательский дом «Профит пресс» продал журнал «Профиль-Украина» холдингу «Главред медиа». Официально было объявлено, что сумма сделки составила 2 млн гривен. Новым руководителем проекта стала экс-пресс-секретарь Леонида Кучмы Алена Громницкая. После продажи журнала в интервью АМИ Новости-Украина Максим Павленко заявил, что "медиа-бизнес по-украински бесперспективен".
1 июля 2011 акционеры «Главред медиа» приняли решение закрыть журнал «Профиль», последний номер которого вышел 2 июля 2011 года.
Среди других конкурентов новое издание видело местные журналы «Корреспондент» (KP Media), «Главред» («Главред-медиа») и «Фокус» («Украинский Медиа Холдинг»).

### Консервация
Проект был законсервирован в мае 2008 года. Существует онлайн-версия под брендом «Однако». Команде удалось выпустить 28 номеров журнала, который, как утверждает Уралов, пользовались популярностью в Харькове, Одессе, Донецке и Крыму.
Основной причиной провала эксперты считают назначение на должность главного редактора издания Михаила Леонтьева, который в 2006 году был объявлен persona non grata в Киеве.
Евгений Додолев с такой оценкой не согласен, виня гиперинфляцию гривны и давление украинских властей на дистрибьюторов и потенциальных рекламодателей проекта. Не удалось использовать и синергетический эффект, поскольку остальные бренды ИДР на Украине оказались недоступны для компании-издателя.